# Magnetizado
Magnetizado. Una conversación con Ricardo Melogno es el segundo libro del escritor argentino Carlos Busqued, publicado en el año 2018 por la editorial Anagrama. Escrito después de noventa horas de entrevistas, el texto es una crónica de no ficción acerca del asesino en serie argentino Ricardo Melogno, quien, sin motivación aparente, asesinó a cuatro taxistas de la ciudad y la provincia de Buenos Aires en el año 1982.
El último libro publicado en vida por el autor antes de su fallecimiento en el 2021, Magnetizado fue recibido positivamente por parte de la crítica, quien destacó su hibridación genérica y el capítulo narrado en primera persona.

## Argumento
La novela narra en tercera persona y a través de entrevistas, recortes periodísticos, documentos forenses y testimonios de psiquiatras la historia y los crímenes del asesino en serie argentino Ricardo Luis Melogno, quien, sin motivación apararente, asesinó a cuatro taxistas de la ciudad y la provincia de Buenos Aires en el año 1982.

## Composición
Para la composición de la novela, Busqued realizó noventa horas de entrevistas con Melogno entre noviembre del año 2014 y diciembre del 2015. Respecto a los libros que contribuyeron a su escritura, el autor mencionó a los libros El doble crimen de las hermanas Papin de J. Allouch, Los crímenes inmotivados de Paul Giraud, Killing for Company de Colin Wilson y Mi vida con los asesinos en serie, de Helen Morrison como algunos de ellos.

## Recepción
En el momento de su publicación, Magnetizado fue recibido positivamente por parte de la crítica, quien destacó su hibridación genérica y el capítulo narrado en primera persona.
Después del fallecimiento de su autor en marzo del 2021, y junto a la primera novela de Busqued, el texto figuró en la lista de bestsellers de las principales cadenas de librerías de la Argentina.